# Adrien Carpentiers
Adrien Carpentiers, actif en Angleterre dès 1739 et mort à Londres en 1778, est un dessinateur et peintre spécialisé dans le portrait.

## Biographie

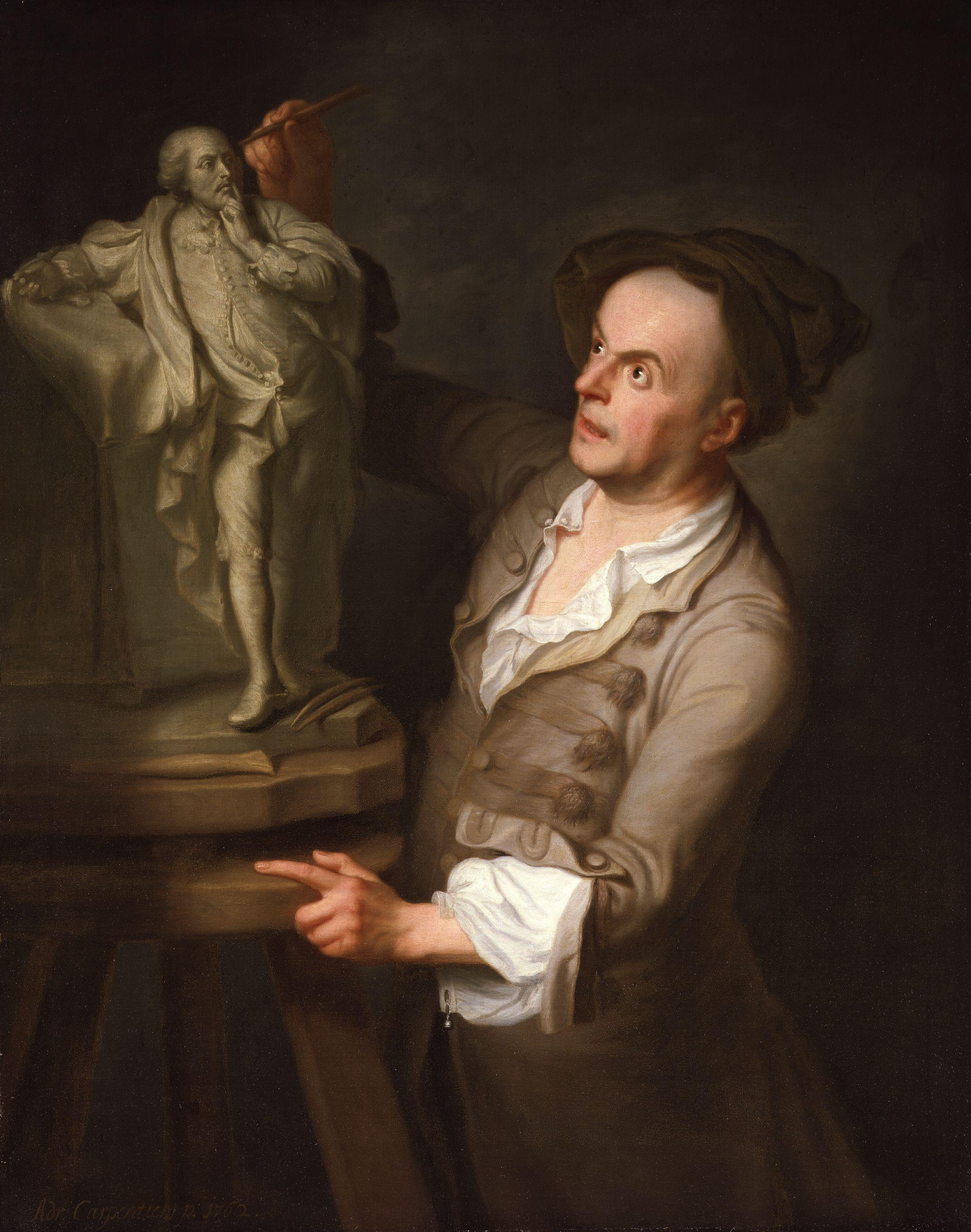
Portrait de Louis-François Roubiliac, 1762, National Portrait Gallery.

Les origines de Carpentiers (dit plus rarement, « Charpentier », ou « Charpentière ») sont vraisemblablement flamandes, mais aucun document ne permet de définitivement trancher la question, pas plus que sur son hypothétique date de naissance (vers 1713 ?),. C'est Michael Bryan qui, avant 1821, lui donne une origine suisse, thèse reprise des Anecdotes (1808) d'Edward Edwards, lequel estimait qu'il pouvait aussi venir de France.
Adrien Carpentiers s'installe dans le Kent comme portraitiste à partir de 1739, puis à Bath en 1743, à Oxford en 1745, dans l'East Anglia à partir de 1751, où on le retrouve à Norwich (1757). Il s'établit définitivement à Londres à partir de 1760.
Il expose à la Society of Artists de 1760 à 1767, et à la Free Society de 1762 à 1766 ; la Royal Academy montre son travail entre 1770 et 1774.
Il était très lié dans la capitale anglaise avec des artistes d'origine étrangère comme le peintre Zuccarelli et le sculpteur Roubiliac.
Adrien Carpentiers meurt à Londres en 1778 dans le quartier de Pimlico où il résidait.